# Thermoplastische Elastomere
Thermoplastische Elastomere (Kürzel TPE bzw. TPR von Thermoplastic Rubber, englisch für‚ 'thermoplastischer Gummi‘, gelegentlich auch Elastoplaste genannt) sind Kunststoffe, die sich bei Raumtemperatur vergleichbar den klassischen Elastomeren verhalten, sich jedoch unter Wärmezufuhr plastisch verformen lassen und somit ein thermoplastisches Verhalten zeigen.

## Eigenschaften
Normale Elastomere sind chemisch weitmaschig vernetzte Raumnetzmoleküle. Die Vernetzungen können ohne Zersetzung des Materials nicht gelöst werden.
Thermoplastische Elastomere sind Werkstoffe, bei denen elastische Polymerketten in thermoplastisches Material eingebunden sind. Sie lassen sich in einem rein physikalischen Prozess in Kombination von hohen Scherkräften, Wärmeeinwirkung und anschließender Abkühlung verarbeiten. Obwohl keine chemische Vernetzung durch eine zeit- und temperaturaufwendige Vulkanisation wie bei den Elastomeren notwendig ist, haben die hergestellten Teile aufgrund ihrer besonderen Molekularstruktur doch gummielastische Eigenschaften. Erneute Wärme- und Scherkrafteinwirkung führt wieder zur Aufschmelzung und Verformung des Materials. Das bedeutet aber zugleich, dass die TPE weit weniger thermisch und dynamisch belastbar sind als Standard-Elastomere. Die TPE sind also kein "Nachfolge-Produkt" konventioneller Elastomere, sondern eine Ergänzung, die die Verarbeitungsvorteile der Thermoplaste mit den Werkstoffeigenschaften der Elastomere verbindet.
Thermoplastische Elastomere haben in Teilbereichen physikalische Vernetzungspunkte (Nebenvalenzkräfte oder Kristallite), die sich bei Wärme auflösen, ohne dass sich die Makromoleküle zersetzen. Daher lassen sie sich wesentlich besser verarbeiten als normale Elastomere. So können auch Kunststoffabfälle wieder eingeschmolzen und weiter verarbeitet werden. 
Dies ist allerdings auch der Grund dafür, dass sich die Werkstoffeigenschaften von thermoplastischen Elastomeren nichtlinear über  Zeit und Temperatur verändern. Die  beiden wesentlichen messbaren physikalischen Werkstoffeigenschaften sind der Druckverformungsrest und die Spannungsrelaxation. Gegenüber Ethylen-Propylen-Dien-Kautschuk (EPDM) besitzen sie im Kurzzeitverhalten schlechtere Materialeigenschaften, außerdem ist der Rohstoff teurer. Im Langzeitverhalten kehrt sich das Bild gegenüber EPDM allerdings um. 
Da der Verarbeitungsprozess im Prinzip dem der thermoplastischen Kunststoffe gleicht, sind ähnlich kurze Zykluszeiten möglich. In der Herstellung gewinnen thermoplastische Elastomere vermehrt Anwendung in Karosseriedichtungen von Automobilen sowie in Bauelementen. Sie können extrudiert, spritzgeformt oder auch blasgeformt werden und werden in der Regel gebrauchsfertig bezogen.

## Einteilung
Nach dem inneren Aufbau unterscheidet man Copolymere und Elastomerlegierungen.
Copolymere kommen entweder als statistische oder als Blockcopolymere zum Einsatz. Erstere bestehen aus einem kristallisierenden (und damit physikalisch vernetzenden) Hauptpolymer wie z. B. Polyethylen, dessen Kristallisationsgrad durch ein zufällig entlang der Kette eingebautes Comonomer wie z. B. Vinylacetat soweit verringert ist, dass die Kristallite (= die harte Phase) im fertigen Werkstoff (im Beispiel EVA) keinen direkten Kontakt mehr haben. Sie wirken dann wie in herkömmlichen Elastomeren als isolierte Vernetzungspunkte.
In Blockcopolymeren sind die Hart- und Weichsegmente in einem Molekül scharf getrennt (z. B. SBS, SIS). Bei TPEs entmischt sich unterhalb einer gewissen Temperatur das Material in eine kontinuierliche und eine diskontinuierliche Phase. Sobald letztere ihre Glasübergangstemperatur Tg unterschreitet (der Tg der kontinuierlichen Phase liegt deutlich unterhalb der späteren Anwendungstemperatur), wirkt sie wiederum als Vernetzungspunkt.
Elastomerlegierungen sind Polymerblends, also Zusammenmischungen (Gemenge) von fertigen Polymeren, der Kunststoff besteht also aus mehreren Molekülsorten. Durch unterschiedliche Mischungsverhältnisse und Zuschlagmittel erhält man maßgeschneiderte Werkstoffe (beispielsweise Polyolefin-Elastomer  aus Polypropylen (PP) und Naturgummi (NR) – je nach Mengenverhältnis decken sie einen weiten Härtebereich ab).
Man unterscheidet die folgenden Kategorien:
| Kategorien mit Kurzbezeichnung | veraltete Kurzbezeichnung | Erläuterung | Handelsnamen |
| ------------------------------ | ------------------------- | --- | --- |
| TPA                            | TPE-A                     | Thermoplastische Polyamidelastomere | PEBAX (Arkema), VESTAMID E (Evonik_Industries) |
| TPC                            | TPE-E                     | Thermoplastische Copolyesterelastomere | Hytrel (Du Pont), Keyflex (LG Chem), Skypel (SK Chemicals) |
| TPO                            | TPE-O                     | Thermoplastische Elastomere auf Olefinbasis, vorwiegend PP/EPDM                                                                            | Elastron TPO, Saxomer TPE-O (PCW) |
| TPS                            | TPE-S                     | Thermoplastische Styrol-Blockcopolymere (SBS, SEBS, SEPS, SEEPS und MBS)                                                                   | Elastron G und Elastron D, Kraton (Kraton Polymers), Septon (Kuraray), Styroflex (BASF), Cawiton (Wittenburg TPE), Thermolast (Kraiburg TPE) ALLRUNA (ALLOD Werkstoff GmbH & Co.KG), Tuftec (Asahi Kasei) oder Saxomer TPE-S (PCW) |
| TPU                            | TPE-U                     | Thermoplastische Elastomere auf Urethanbasis                                                                                               | Elastollan (BASF), Desmopan, Texin oder Utechllan (Covestro), Estane (Lubrizol), Irogran (Huntsman) |
| TPV                            | TPE-V                     | Thermoplastische Vulkanisate oder vernetzte thermoplastische Elastomere auf Olefinbasis, vorwiegend PP/EPDM                                | Elastron V, Sarlink (DSM), Santoprene (Celanese) |
| TPZ                            | −                         | Nicht klassifizierte thermoplastische Elastomere jeglicher anderer Zusammensetzung oder Struktur als bei den bereits genannten Kategorien. | --- |

## Vorteile
Thermoplastische Elastomere sind Elastomere, die sich bei Raumtemperatur wie klassische Vertreter der Elastomere verhalten, jedoch beim Erhitzen verformbar werden. Meist sind dies Copolymere, die aus einer weichen Elastomer- und einer harten thermoplastischen Komponente bestehen. Die Eigenschaften der Elastoplaste liegen zwischen denen von Elastomeren und Thermoplasten. Beispiele sind ab 1965 von Shell entwickelte Blockcopolymere aus Styrol und Polyolefinen.
Ein großer Vorteil dieser elastischen Kunststoffe ist die Möglichkeit, diese schweißen zu können, um damit wasserdichte Verbindungen zu erzeugen.